# Vintarjevec
Vintarjevec – wieś w Słowenii, w gminie Šmartno pri Litiji. W 2018 roku liczyła 148 mieszkańców.